# Élections aux Philippines

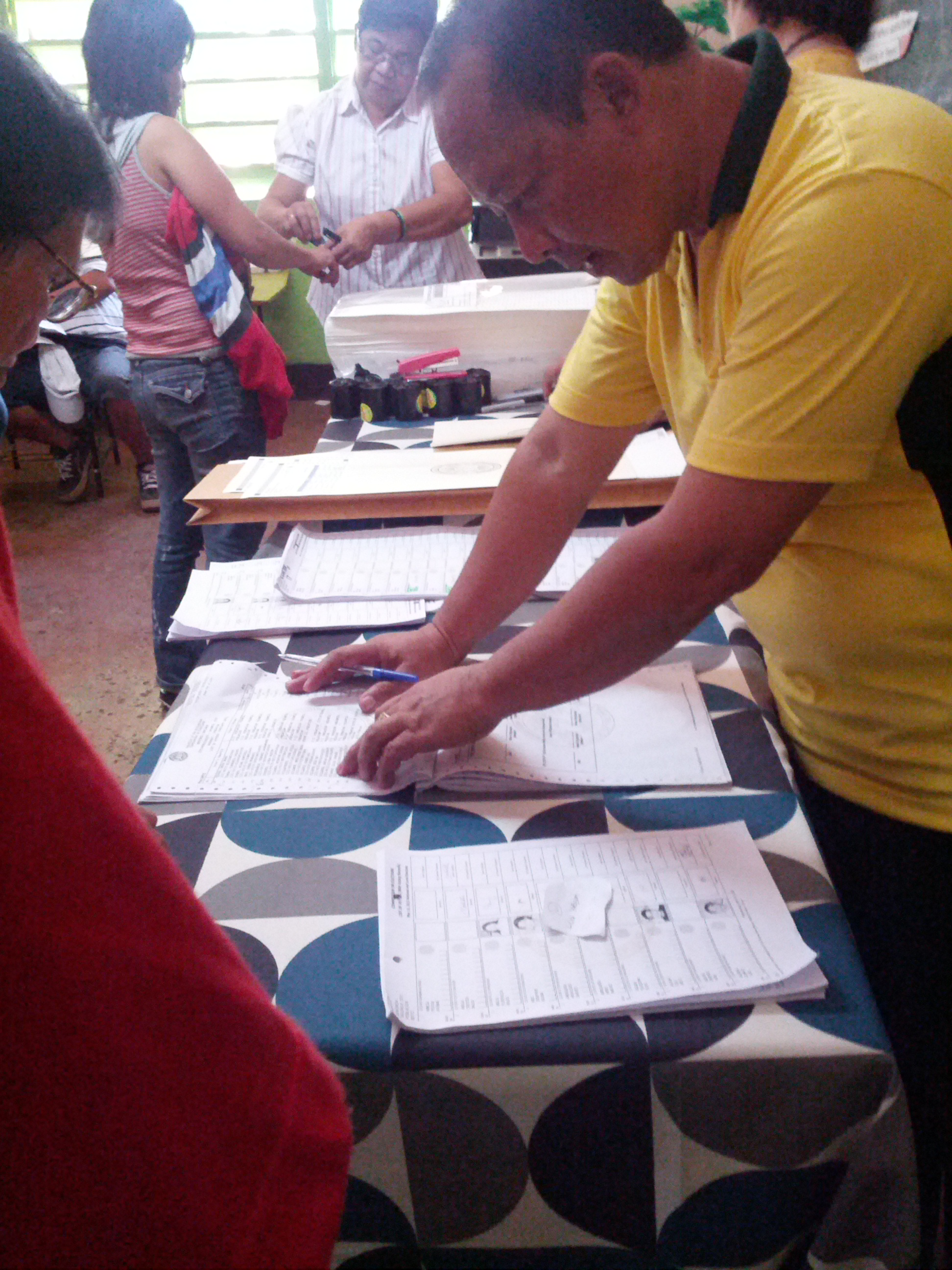
Un bureau de vote aux Philippines lors des élections locales de Valencia en 2013

Les élections aux Philippines permettent d'élire : le président, le vice-président et les sénateurs, élus pour un mandat de six ans, tandis que les membres de la Chambre des représentants, les gouverneurs, les vice-gouverneurs, les membres de la Sangguniang Panlalawigan (en), les maires, les vice-maires, les membres de la Sangguniang Panlungsod (en), et les membres de la Sangguniang Bayan (en) sont élus pour un mandat de 3 ans.
Les Philippines ont un système multiparti, avec de nombreux partis politiques dont souvent aucun n'est assez fort pour gouverner seul, et les partis doivent collaborer pour former des gouvernements de coalition. La Commission électorale (COMELEC) est responsable de la gestion des élections.

## Corps électoral
Le suffrage aux Philippines est universel et secret. Tout citoyen de dix-huit ans et plus peut voter s’il est inscrit sur les listes électorales, s’il a résidé au moins un an dans le pays, ainsi que les six mois précédant l’élection dans l’endroit où il veut voter, et si aucune condamnation judiciaire ne lui interdit le droit de vote.

## Système électoral
L'élection présidentielle repose sur un scrutin uninominal majoritaire à un tour, le candidat obtenant le plus de voix gagnant l'élection. Le président est élu pour un mandat de six ans non renouvelable, tandis que le vice-président est élu pour un mandat de six ans renouvelable une fois,. Le vote est direct et chaque électeur vote indépendamment pour un candidat au poste de président, ainsi que pour un candidat au poste de vice-président (scrutin parallèle).
L'élection sénatoriale repose sur un scrutin plurinominal majoritaire au niveau national qui a lieu tous les trois ans et où seuls douze des vingt-quatre sénateurs sont renouvelés. Chaque électeur vote pour douze candidats. Le mandat de sénateur a une durée de six ans et est renouvelable à condition de ne pas excéder deux mandats consécutifs,.
L'élection législative (à la Chambre des représentants) repose sur deux scrutins parallèles ayant lieu tous les trois ans. 80 % des députés sont élus, un pour chacune des circonscriptions législatives, selon un scrutin uninominal majoritaire à un tour au niveau de la circonscription, le candidats ayant obtenu le plus de voix dans sa circonscription étant élu. Les 20 % restants sont élus selon un système de représentation sectorielle suivant un scrutin proportionnel plurinominal indirect. Dans ce système, une liste fermée de partis représentant des secteurs sous-représentées de la population (excluant donc les principaux partis politiques) est établie par la COMELEC, et les électeurs votent pour un de ces partis. Chacun de ces partis se voit attribuer de zéro à trois sièges en fonction du nombre total de voix obtenues au niveau national. Chaque électeur vote donc une fois pour un candidat de leur circonscription, et une fois pour un parti de représentation sectorielle au niveau national. Les députés sont élus pour trois ans renouvelables à condition de ne pas excéder trois mandats consécutifs,.
En vertu de la Constitution, depuis mai 1992, les élections des membres du Congrès et aux postes locaux (sauf au niveau des barangays) ont lieu tous les trois ans chaque deuxième lundi du mois de mai, et les élections présidentielles et pour la vice-présidence ont lieu tous les six ans chaque deuxième lundi du mois de mai. Tous les élus, sauf au niveau des barangays (districts), commencent et terminent de leur mandat le 30 juin des années d'élection.